# Herschel C. Loveless
Herschel Cellel Loveless (Iowa, 5 de mayo de 1911-4 de mayo de 1989) fue un político estadounidense, miembro del Partido Demócrata. Fue el 34º gobernador de Iowa desde 1957 hasta 1961. Nació en 1911 en Hedrick (Iowa), y falleció en 1989 en Winchester, Virginia.
Loveless se graduó en el Instituto de Ottumwa en 1927.